# Marian Dąbrowski (1878–1958)

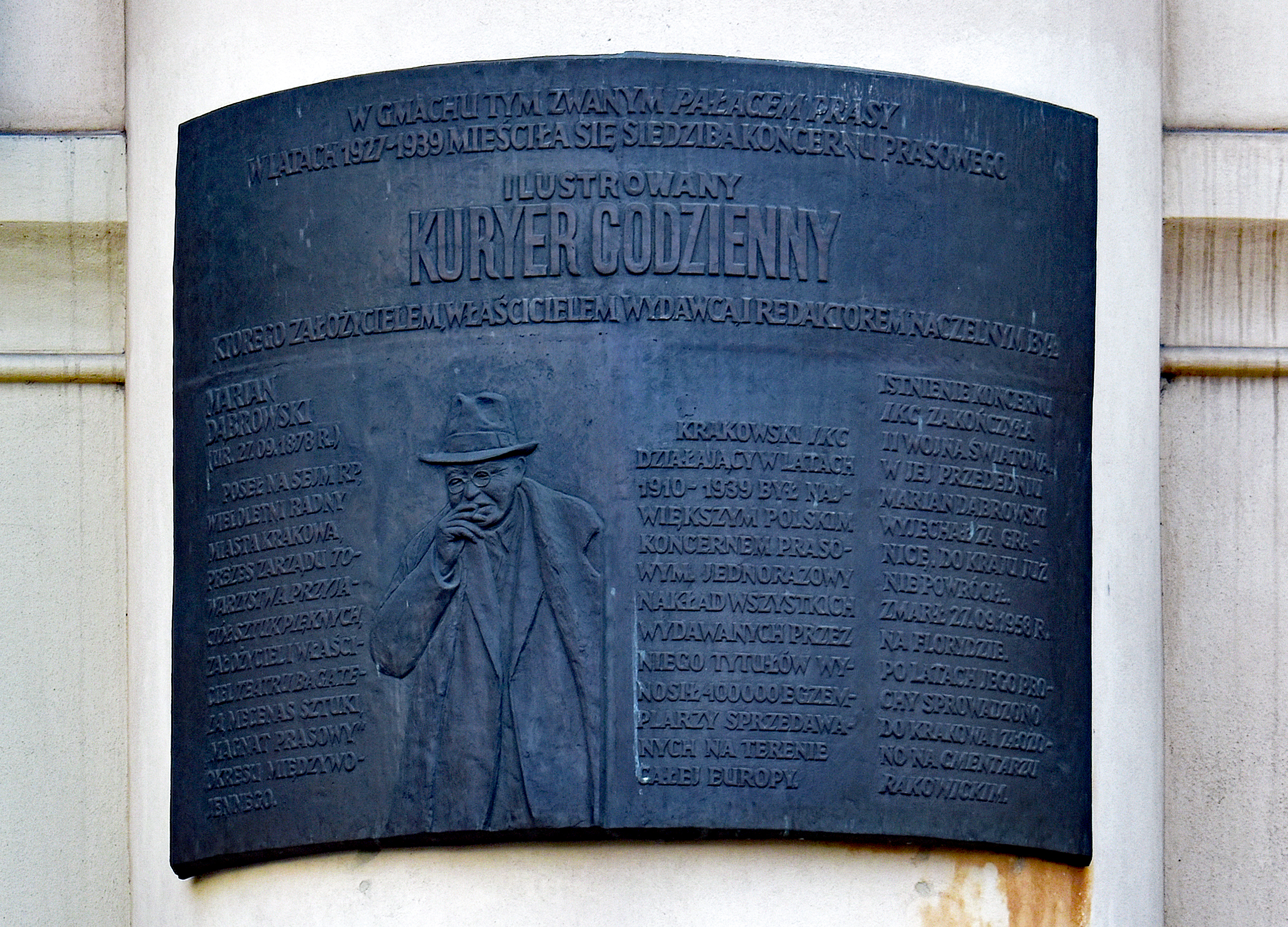
Tablica upamiętniająca Mariana Dąbrowskiego na budynku Pałacu Prasy.

Marian Dąbrowski (ur. 27 września 1878 w Mielcu, zm. 27 września 1958 w Miami) – polski dziennikarz, przedsiębiorca, założyciel wydawnictwa Ilustrowany Kuryer Codzienny, największy magnat prasowy w Polsce międzywojennej; poseł na Sejm Ustawodawczy oraz I, II i III kadencji.

## Życiorys
Syn Franciszka i Apolonii. W latach 1903–1907 studiował na Wydziale Filozoficznym Uniwersytetu Jagiellońskiego, próbował pracować bez powodzenia jako nauczyciel, był najpierw profesorem gimnazjalnym, później sekretarzem redakcji „Ilustracji Polskiej”. W latach 1908–1910 był redaktorem „Głosu Narodu”. W 1910 założył własne pismo – „Ilustrowany Kuryer Codzienny”. 18 grudnia 1910 ukazał się pierwszy numer nowej gazety, która osiągnęła nakład 180 tysięcy egzemplarzy. Dąbrowski w 1914 przejął „Nowiny”, a w 1918 przystąpił do budowy własnego koncernu prasowego poprzez rozbudowę istniejących i budowę nowych oddziałów terenowych. W sumie stworzył ich 11, m.in. w Łodzi, Lwowie, Katowicach, Zakopanem, Toruniu i Warszawie. W 1927 przejął „Nową Reformę” i przeprowadził swoje przedsiębiorstwo do Pałacu Prasy przy ulicy Wielopole 1. W 1932 wartość jego koncernu była szacowana na 1,5 miliona dolarów (ok. 13 mln 350 tys. złotych, równowartość 140 mln PLN na roku 2024) zatrudniał 1400 pracowników, wydawał „Ilustrowany Kurier Codzienny” oraz 5 ilustrowanych tygodników w nakładzie 200 tysięcy egzemplarzy. Wśród tygodników był Światowid od 1924, Wróble na dachu od 1933, Tajny Detektyw (1931–1934), Na Szerokim Świecie (1928–1939).
W latach 1921–1935 Dąbrowski był posłem na Sejm II RP, początkowo z listy PSL „Piast”, potem z listy BBWR. Od 1926 zwolennik sanacji. Wiele lat był radnym miasta Krakowa. Fundował nagrody dla młodych malarzy i wspierał finansowo budowę nowego gmachu dla Muzeum Narodowego. W 1925 przed Pomnikiem Grunwaldzkim ufundował Pomnik Nieznanego Żołnierza. Był pomysłodawcą powstania Teatru Bagatela oraz podjęcia prac badawczych na Kopcu Krakusa.
21 lipca 1936 r. został odznaczony Wielkim Krzyżem Komandorskim z Gwiazdą Orderu Korony Italii przez ambasadora Włoch w Polsce, Pietra Arone di Valentino. Był to wyraz wdzięczności za stanowisko „Ilustrowanego Kuriera Codziennego” w trakcie wojny w Abisynii (Marian Dąbrowski zdecydowanie opowiadał się za zniesieniem sankcji ekonomicznych wobec Włoch).
Był wieloletnim członkiem Towarzystwa Przyjaciół Sztuk Pięknych, od 1927 zasiadał w jego władzach, w latach 1935–1939 będąc jego prezesem. Był także członkiem Towarzystwa Operowego i Towarzystwa Oratoryjnego. Propagował rozwój sportu: organizował od 1922 Bieg Okrężny o puchar IKC-a, wyścig kolarski na trasie Kraków–Katowice–Kraków, pomagał przy wyścigach motocyklowych i samochodowych. Za popularyzowanie walorów turystycznych Tatr w marcu 1931 zostało mu przyznane honorowe obywatelstwo Zakopanego.

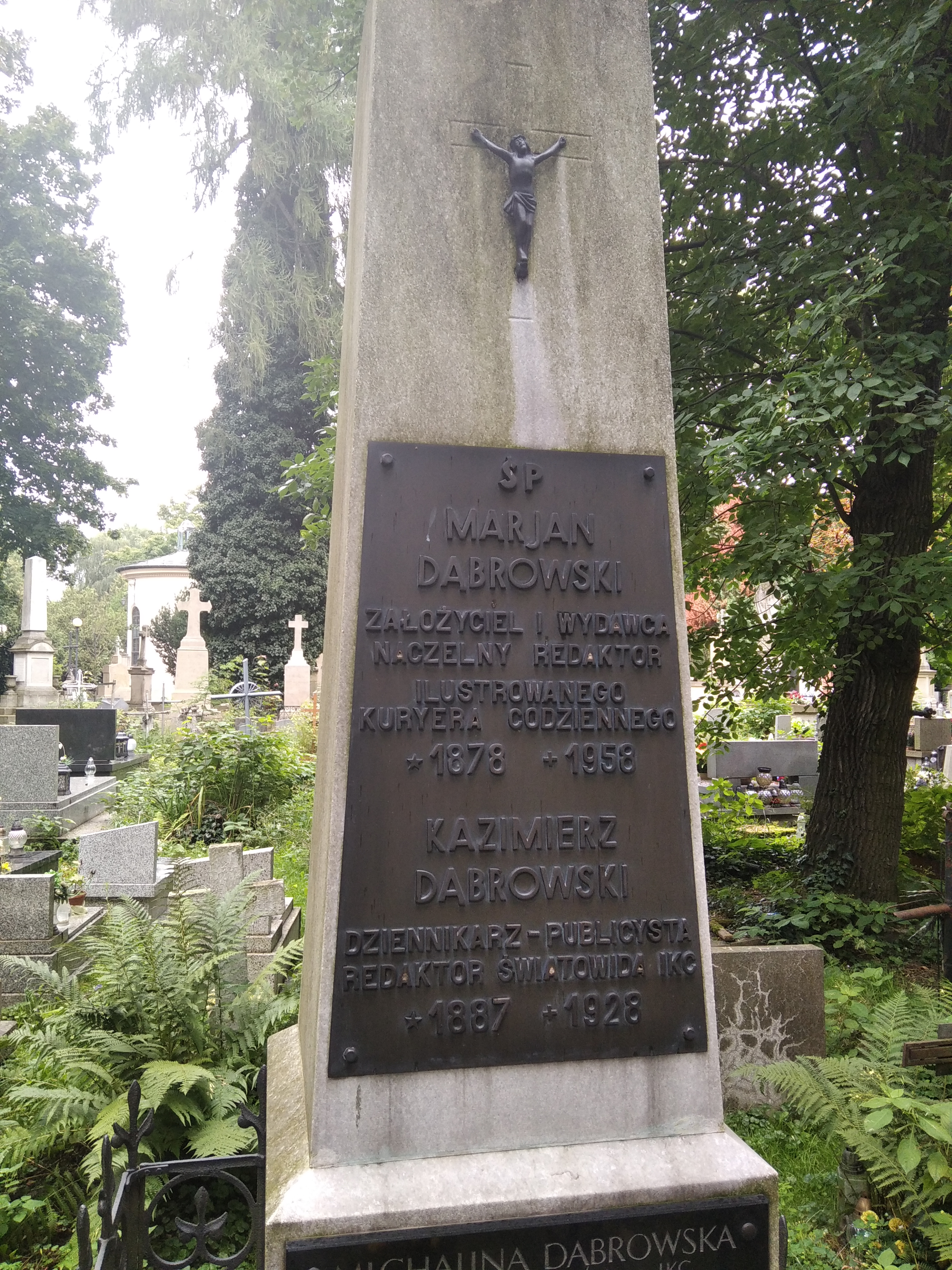
Zdjęcie grobu

Krótko przed wybuchem II wojny światowej wyjechał za granicę do Francji, wybuch wojny okazał się dla niego katastrofą zawodową i finansową. Szybko wyczerpały się zasoby oszczędności. Zapomniany, ubogi, bez jakichkolwiek środków do życia zmarł po 19 latach poniewierki w USA, w dzień swoich 80. urodzin. Po latach urna z jego prochami powróciła do Krakowa, został pochowany na cmentarzu Rakowickim.

## Odznaczenia
- Wielki Oficer Orderu Korony (Włochy)[6]
- Wielki Oficer Orderu Korony (Rumunia)[7][8]
- Komandor Orderu św. Sawy (Jugosławia)[7][8]
- Krzyż Węgierski Zasługi II Klasy[7][8]
- Order św. Jerzego z Burgundii(inne języki) I klasy[7][8]
- Order NMP Łaskawej III klasy[7][8]